# Saint-Thomas, Québec
Saint-Thomas är en kommun och tätort (centre de population) i provinsen Québec i Kanada. Den ligger i regionen Lanaudière, i den sydöstra delen av landet, 190 km öster om huvudstaden Ottawa.